# Cast Away
Cast Away je studiové album rakouské kapely Visions of Atlantis.

## Seznam skladeb
1. „Send Me A Light“ – 4:38
2. „Cast Away“ – 4:42
3. „Lost“ – 3:57
4. „Realm Of Fantasy“ – 3:59
5. „Pharaoh's Repentance“ – 4:28
6. „Winternight“ – 5:37
7. „State Of Suspense“ – 4:42
8. „Lemuria“ – 3:41
9. „Last Shut Of Your Eyes“ – 4:56